# Fuckin' in the Bushes
 (décembre 2023).
Si vous disposez d'ouvrages ou d'articles de référence ou si vous connaissez des sites web de qualité traitant du thème abordé ici, merci de compléter l'article en donnant les références utiles à sa vérifiabilité et en les liant à la section « Notes et références ».
Pistes de Standing On The Shoulders Of Giants
Go Let It Out
Fuckin' in the Bushes est une chanson du groupe de rock Oasis, positionnée en première position sur leur quatrième album studio, Standing On The Shoulders Of Giants (2000). Il s'agit du premier véritable morceau instrumental à paraître sur un album studio de Oasis, puisque les précédents, les 2 pistes (Untitled) (sans titre) sur (What's the Story) Morning Glory? (1995), n'étaient que des interludes de 45 secondes, samples de la piste The Swamp Song, un morceau instrumental sur la face B du single de Wonderwall et sur la compilation de faces B The Masterplan (1998).

## Composition
La chanson a été composée par Noel Gallagher. Chanson d'ouverture de Standing On The Shoulders Of Giants, elle donne le ton de l'album, qui rompt définitivement avec le Britpop, et par la même occasion avec le succès de la Oasismania, pour se rapprocher du rock alternatif et anglais. 
Trois samples sont utilisés dans la chanson, le premier est tiré du film Message to Love et dit : "We put this festival on you bastards with a lot of love. We worked for one year for you pigs and you want to break our walls down? You want to fuckin' destroy us? Well you go to hell." ("On a organisé ce festival pour vous en y mettant du cœur. On y a passé une année pour les petits merdeux que vous êtes et vous voulez maintenant abattre nos murs ? Vous voulez vraiment nous détruire jusqu'au trognon ? Que le diable vous emporte !").   
Le second, une voix d'homme répétant huit fois : "Kids running around naked fuckin' in the bushes" ("Des gosses courant partout et baisant dans les buissons"). C'est ce sample en particulier qui a donné le nom à la chanson, mais qui  aussi soulevé une polémique, car certains considèrent qu'elle contient un caractère pédophile. Le titre de la chanson a d'ailleurs été censurée sur les premières éditions en "F***'in The Bushes".
Le dernier est une voix de femme prononçant deux fois d'affilée les mots : 
"I love it room for everybody here. Yes, all are welcome, yes indeed, I love them fun, nice, life, youth, beautiful. I'm all for it " ("J'adore ça ! Il y a une place pour tout le monde ici ! Parfaitement, chacun est le bienvenu, je vous l'assure, je les adore : marrants, agréables, la vie, la jeunesse, magnifiques. Je suis vraiment pour. "

## Utilisation
Fuckin' in the Bushes a été utilisée par Guy Ritchie dans son film Snatch (2000) avec Brad Pitt. Elle apparait également comme jingle dans la radio anglaise XFM, qui a d'ailleurs diffusé plusieurs lives de Oasis. Enfin, on peut l'entendre dans la fameuse émission Top of the Pops sur la chaîne anglaise BBC en 2000 et en 2001 en tant que chanson d'ouverture de deuxième partie de l'émission.
En concert, la chanson a fait l'ouverture des tournées de Standing On The Shoulders Of Giants (2000), Heathen Chemistry (2002), Don't Believe the Truth (2005), et Dig Out Your Soul (2008). Elle est parfois lors de ces lives mixée avec la chanson Hello.